# Yankton

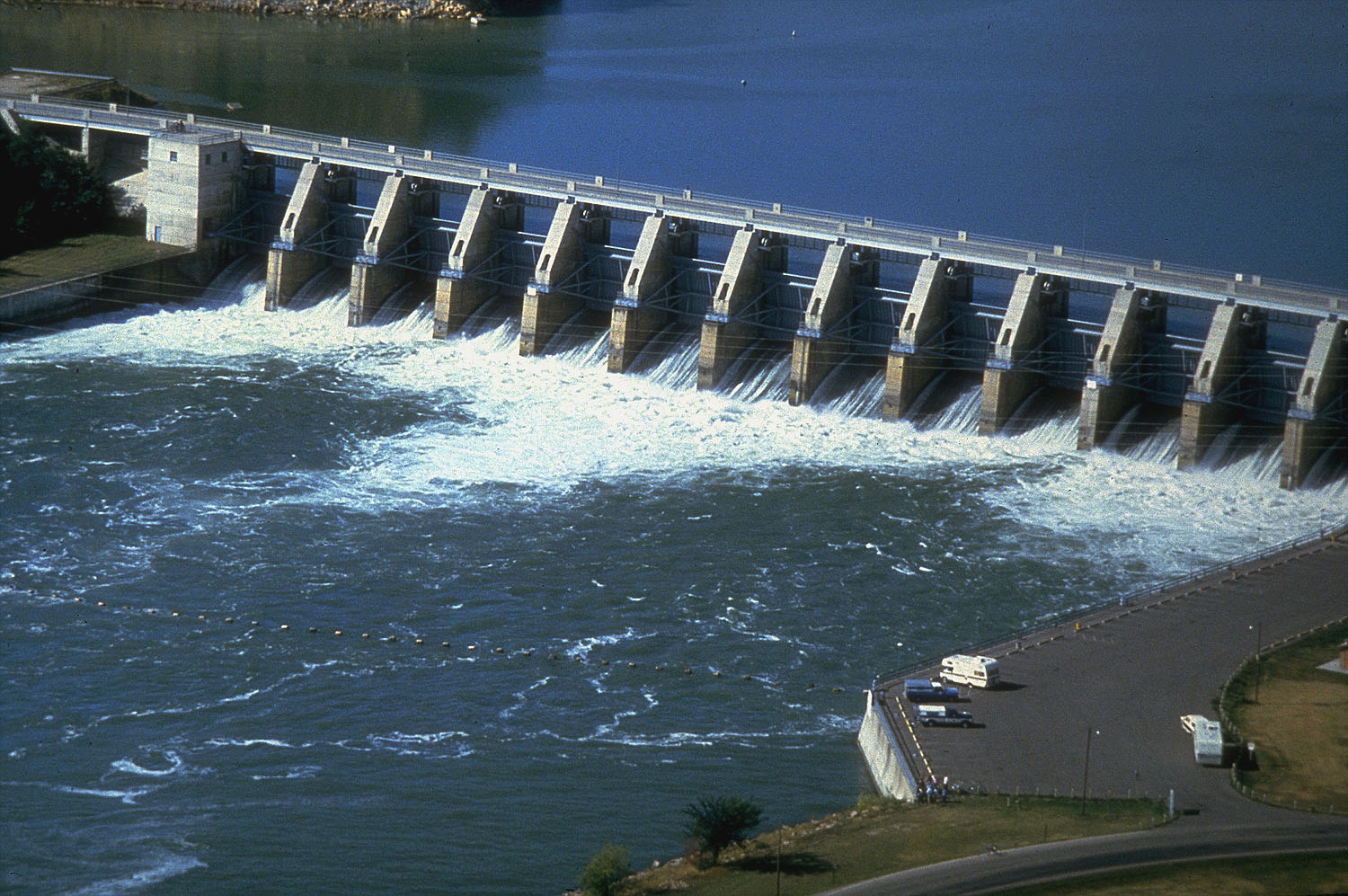

Yankton é uma cidade localizada no estado norte-americano de Dakota do Sul, no Condado de Yankton.

## Demografia
Segundo o censo norte-americano de 2000, a sua população era de 13.528. habitantes
Em 2006, foi estimada uma população de 13.767, um aumento de 239 (1.8%).

## Geografia
De acordo com o United States Census Bureau tem uma área de
20,7 km², dos quais 20,1 km² cobertos por terra e 0,6 km² cobertos por água. Yankton localiza-se a aproximadamente 415 acima do nível do mar.

## Localidades na vizinhança
O diagrama seguinte representa as localidades num raio de 20 km ao redor de Yankton.